# Marion Elizabeth Stark
Pour les articles homonymes, voir Stark.
Marion Elizabeth Stark (23 août 1894 – 15 avril 1982) est une mathématicienne américaine, l'une des premières femmes à obtenir un doctorat en mathématiques aux États-Unis.

## Biographie
Marion Elizabeth Stark naît le 23 août 1894, à Norwich (Connecticut). Elle obtient un bachelor (licence) en 1926 et un master en 1917 de l'Université Brown dans le Rhode Island.
En automne 1919, elle commence à enseigner au Wellesley College, une université privé pour femmes, comme tutrice à temps partiel tout en suivant les cours d'Helen Abbot Merrill et de Mabel M. Young. Elle obtient une bourse pour étudier à l'Université de Chicago où elle présente sa thèse A Self-Adjoint Boundary value Problem Associated with a Problem of the Calculus of Variations sous la direction de Leonard Eugene Dickson et Gilbert Ames Bliss. Elle reçoit un doctorat en 1926. 
En 1927, elle est professeur assistante de mathématiques à Wellesley. En 1936, elle est promue professeur associée, puis professeur en 1945. En 1946, elle devient présidente du département. 
Elle prend sa retraite en 1960 et meurt le 15 avril 1982, à Waterford (New Jersey). 